# Manuel Ochogavía Barahona
Manuel Ochogavía Barahona OSA (Las Tablas, Província de Los Santos, Panamá, 23 de julho de 1967) é Bispo de Colón-Kuna Yala.
Manuel Ochogavía Barahona entrou na Congregação Agostiniana e fez a profissão temporária em 8 de setembro de 1990. Em 11 de agosto de 1995 fez sua profissão perpétua. Ochogavía Barahona recebeu o Sacramento da Ordem em 4 de maio de 2002.
Em 7 de julho de 2014, o Papa Francisco o nomeou Bispo de Colón-Kuna Yala. O Núncio Apostólico no Panamá, Dom Andrés Carrascosa Coso, o consagrou em 27 de setembro do mesmo ano; Os co-consagradores foram o Arcebispo do Panamá, José Domingo Ulloa Mendieta OSA, e o Bispo de Santiago de Veraguas, Audilio Aguilar Aguilar.